# Halowe Mistrzostwa Europy w Lekkoatletyce 1979 – bieg na 800 m mężczyzn
Bieg na 800 metrów mężczyzn – jedna z konkurencji biegowych rozgrywanych podczas halowych lekkoatletycznych mistrzostw Europy w hali Ferry-Dusika-Hallenstadion w Wiedniu. Eliminacje zostały rozegrane 24 lutego, a bieg finałowy 25 lutego 1979. Zwyciężył reprezentant Hiszpanii Antonio Páez. Tytułu zdobytego na poprzednich mistrzostwach nie bronił Markku Taskinen z Finlandii.

## Rezultaty

### Eliminacje
Rozegrano 2 biegi eliminacyjne, do których przystąpiło 13 biegaczy. Awans do finału dawało zajęcie jednego z pierwszych dwóch miejsc w swoim biegu (Q). Skład finału uzupełniło dwóch zawodników z najlepszymi czasami wśród przegranych (q).
Opracowano na podstawie materiału źródłowego.
Bieg 1
| Miejsce | Zawodnik         | Czas   | Uwagi |
| ------- | ---------------- | ------ | ----- |
| 1       | Antonio Páez     | 1:47,7 | Q     |
| 2       | Milovan Savić    | 1:48,9 | Q     |
| 3       | Nikołaj Kirow    | 1:50,1 |       |
| 4       | Carlos Cabral    | 1:51,0 |       |
| 5       | Adorno Corradini | 1:51,3 |       |
| 6       | Manfred Archer   | 1:51,8 |       |

Bieg 2
| Miejsce | Zawodnik         | Czas   | Uwagi |
| ------- | ---------------- | ------ | ----- |
| 1       | András Paróczai  | 1:49,3 | Q     |
| 2       | Carlo Grippo     | 1:49,4 | Q     |
| 3       | Binko Kolew      | 1:49,4 | q     |
| 4       | Rolf Gysin       | 1:49,6 | q     |
| 5       | Didier Marquant  | 1:49,7 |       |
| 6       | Sermet Timurlenk | 1:50,1 |       |
| 7       | Koen Gijsbers    | 1:51,9 |       |

### Finał
Opracowano na podstawie materiału źródłowego.
| Miejsce | Zawodnik        | Czas   | Uwagi |
| ------- | --------------- | ------ | ----- |
| 1       | Antonio Páez    | 1:47,4 |       |
| 2       | Binko Kolew     | 1:47,8 | NR    |
| 3       | András Paróczai | 1:48,2 |       |
| 4       | Carlo Grippo    | 1:49,1 |       |
| 5       | Milovan Savić   | 1:49,1 |       |
| 6       | Rolf Gysin      | 1:49,5 |       |